# Walter Ortiz Acosta
Walter Ortiz Acosta es un general retirado de la Policía Nacional del Perú (PNP). Fue ministro del Interior del Perú durante el gobierno de Dina Boluarte, desde el 1 de abril, hasta el 16 de mayo de 2024.

## Biografía

### Formación académica
Es magister en Gestión Pública, licenciado en Administración y Ciencias Policiales por la Universidad Nacional Mayor de San Marcos y licenciado en Educación. Ha seguido también cursos en inteligencia policial y cooperación internacional en la lucha contra el crimen organizado.

### Trayectoria
Fue agregado policial en la embajada del Perú en España (2012-2014), director de pensiones en la PNP (2015), director de la Dirección de Apoyo al Policía (2016), y jefe de la Macro Región Policial Arequipa-Moquegua-Tacna (2017-2018). También ha sido director de Aviación Policial, director de Prevención de Robo de Vehículos, entre otros cargos.
El 17 de enero de 2024 fue nombrado director general de la Dirección General Contra el Crimen Organizado, que pertenece al viceministerio de Orden Interno del ministerio del Interior.

### Ministro de Estado
El 1 de abril de 2024, fue nombrado y juramentado por la presidenta Dina Boluarte, como ministro del Interior del Perú; en el Consejo de Ministros presidido por Gustavo Adrianzén.
El 16 de mayo de 2024, tras apenas cuarenta y seis días en el cargo, renunció en medio de cuestionamientos sobre su papel protagónico en la desactivación del Equipo Especial de Policías que prestaban apoyo al Equipo Especial contra la Corrupción en el Poder (Eficcop).
Con la renuncia de Ortiz se confirma la tendencia que venía desde el gobierno de Pedro Castillo, sobre la corta duración del periodo de los ministros del Interior, que en promedio duran solo 3 meses cada uno.